# Мондонґо

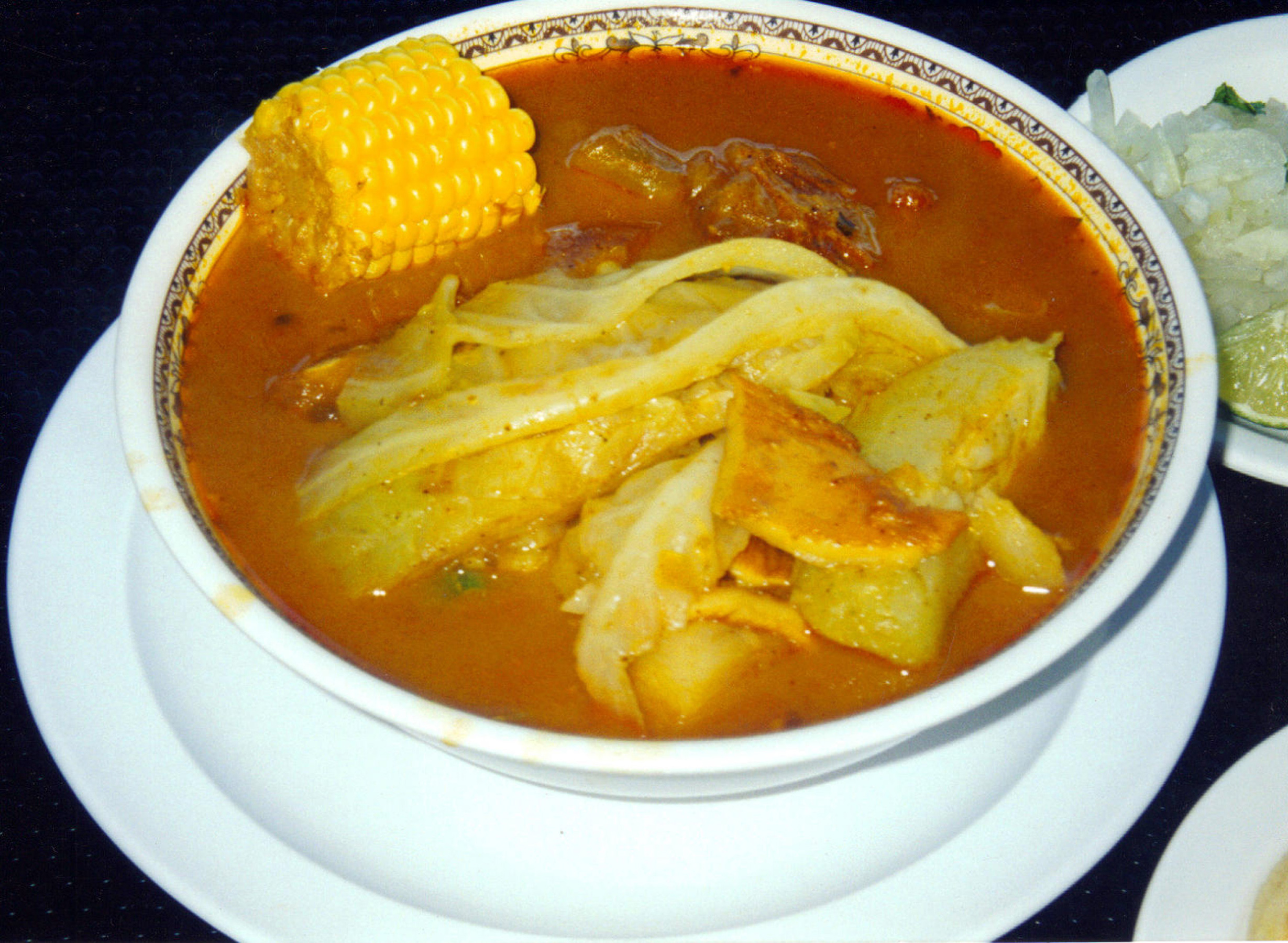
Сопа да пата (Сальвадор).

Мондонґо (ісп. mondongo) — суп приготований з рубця (шлунка корови або свині) з овочами, такими як солодкий перець, цибуля, морква, капуста, селера, помідори, коріандр, часник або іншими коренеплодами. Зазвичай страву готують у колишніх колоніях Іспанії в Латинській Америці, Карибському басейні та на Філіппінах.
У деяких країнах називається сопа де мондонґо (ісп. sopa de mondongo).

## Варіанти
У деяких варіантах страви додають рис або кукурудзу. Можуть використовувати кістковий мозок або холодець з копит. Субпродукти перед приготуванням можна замочити в цитрусовому соку або пасті з бікарбонатом натрію. Використовувані овочі та спеції залежать від їх доступності.
В Аргентині мондонґо вважається частиною національної кухні і традиційною їжею для холодної погоди. В Аргентині та Уругваї, цю страву готують з картоплею, сочевицею, квасолею, чорізо та помідорами.
У Бразилії його також називають мокото (порт. mocotó). Зазвичай його вживають у південних регіонах, але на північному сході існує подібна страва — добрада або добрадінья (порт. dobradinha).
У Колумбії сопу де мондонґо часто готують з курячим або яловичим бульйоном, з великою кількістю коріандру. З овочів використовують кукурудзу, горох, моркву, картоплю, цибулю, помідори. Для супу використовують різноманітні субпродукти. Найбільш типовими є яловичі потрохи, хоча можуть використовуватися потрохи зі свинини, курки та індички.
У Панамі, мондонґо готують як рагу з цибулею, морквою, нутом та лавровим листом і приправляють чорізо. Вважається важкою їжею, яку традиційно їдять з білим рисом. Інші гарніри включають салати та солодкі плантани. У сільській місцевості, коли на новому будинку будують дах, майбутні господарі разом із друзями, родиною та будівельниками організовують трапезу, відому як мондонґада (ісп. mondongada), де мондонґо є основною стравою. Відомим є варіант мондонґо а ла кулона (ісп. mondongo a la culona) з провінції Колон.
У Пуерто-Рико його готують з нутом, картоплею, кабачком/гарбузом, коренеплодом Colocasia antiquorum, овочами, свіжою зеленню, такою як коріандр, чебрець та петрушка. Також додаються солені свинячі ноги і хвіст. Сік лайма, зелені або солодкі плантани, зелені банани, каперси, оливки та інші коренеплоди, такі як маніок є теж поширеними інгредієнтами.
У Сальвадорі цю страву також називають сопа де пата (ісп. sopa de pata). Її готують зі стиглих бананів, листя капусти, маніоку, насіння кунжуту, насіння гарбуза, моркви, картоплі, чайоту, цибулі, зеленого чилі, вимені або яловичого рубця, ноги корови.
У Венесуелі страву називають мондонґо, вона вважається дуже важкою їжею, і часто є єдиною стравою протягом всього дня. Зазвичай його вживають у північно-центральних регіонах та у Льяносі, і залежно від регіону він може бути солодшим (як на східному узбережжі) або мати нут, але загальною характеристикою, яку зазвичай мають усі, є додавання свинної ноги для поліпшення смаку. Мондонґо часто ароматизується лимоном або тамариндом, і супроводжується арепами або тапіокою.